# Liga Europa da UEFA de 2021–22
A Liga Europa da UEFA de 2021–22 foi a 51.ª edição da Liga Europa da UEFA e a 13.ª com o formato e nome atual (anteriormente era chamada de Taça UEFA).
A final foi disputada no Ramón Sánchez Pizjuán, em Sevilha, na Espanha. Foi originalmente programado para ser realizado no Puskás Aréna em Budapeste, Hungria. No entanto, devido ao adiamento e realocação da final de 2020, os anfitriões finais foram deslocados um ano, com Budapeste hospedando a final de 2023.  Os vencedores da UEFA Europa League de 2021-22 qualificaram-se automaticamente para a fase de grupos da Liga dos Campeões da UEFA de 2022–23 e também terão o direito de jogar contra os vencedores da Liga dos Campeões da UEFA de 2021–22 na Supercopa da UEFA de 2022.
Esta temporada foi a primeira desde 1998-99 (a última temporada em que foi disputada a Taça dos Clubes Vencedores de Taças), onde três grandes competições europeias de clubes (Liga dos Campeões da UEFA, UEFA Europa League e a recém-criada Liga Conferência Europa da UEFA) se organizaram pela UEFA são disputadas, e a primeira onde a Liga Europa (depois a Taça UEFA) seria a competição secundária das três. Como resultado, grandes mudanças no formato da Liga Europa são feitas. O número de equipes na fase de grupos é reduzido de 48 para 32 equipes, e o número de equipes participantes na qualificação também é reduzido significativamente. A primeira rodada da fase eliminatória também envolve agora apenas os segundos classificados da fase de grupos e os terceiros colocados da Liga dos Campeões, com os vencedores dos grupos avançando diretamente para as oitavas de final.
O Villarreal era o atual campeão, mas só poderia defender o título se terminasse em terceiro no seu grupo na Liga dos Campeões da UEFA de 2021–22.

## Alocação da equipe de associação
Espera-se que um total de 57 equipas de 30 a 35 das 55 federações - membro da UEFA participem na UEFA Europa League de 2021–22. Dentre elas, 15 federações têm times diretamente qualificados para a Liga Europa, enquanto para as outras 40 associações que não possuem times diretamente qualificados, entre 15 e 20 delas podem ter times jogando após serem transferidos da Liga dos Campeões (o único membro a federação que não pode ter um participante é o Liechtenstein, que não organiza uma liga nacional e só pode inscrever o vencedor da taça na Liga Europa Conference devido à classificação da sua associação). A classificação da federação com base nos coeficientes da UEFA por país é usado para determinar o número de equipes participantes para cada associação:
- As associações 1 a 5 têm cada uma duas equipes qualificadas.
- As associações 6 a 15 têm cada uma, uma equipes qualificada.
- Além disso, 37 equipes eliminadas da UEFA Champions League 2021–22 são transferidas para a Liga Europa.
- Em futuras edições, os detentores do título da UEFA Europa Conference League terão uma entrada adicional na Liga Europa. No entanto, esta vaga não é utilizada para esta temporada, uma vez que a primeira edição da UEFA Europa Conference League ainda não foi realizada.

### Classificação da associação
Para a UEFA Europa League 2021–22, as federações recebem lugares de acordo com os seus coeficientes de federações para a UEFA para 2020, que tem em consideração o seu desempenho nas competições europeias de 2015–16 a 2019–20.
Além da alocação com base nos coeficientes de associação, as associações podem ter equipes adicionais participando da Liga Europa, conforme observado abaixo:
- (UCL) – Vagas adicionais para os times que vieram da UEFA Champions League

| Pos. | Associações     | Coef.   | Equipes | Notas |
| ---- | --------------- | ------- | ------- | ----- |
| 1    | Espanha         | 102.283 | 2       |       |
| 2    | Inglaterra      | 90.462  | 2       |       |
| 3    | Alemanha        | 74.784  | 2       |       |
| 4    | Itália          | 70.653  | 2       |       |
| 5    | França          | 59.248  | 2       |       |
| 6    | Portugal        | 49.449  | 1       |       |
| 7    | Rússia          | 45.549  | 1       |       |
| 8    | Bélgica         | 37.900  | 1       |       |
| 9    | Ucrânia         | 36.100  | 1       |       |
| 10   | Países Baixos   | 35.750  | 1       |       |
| 11   | Turquia         | 33.600  | 1       |       |
| 12   | Áustria         | 32.925  | 1       |       |
| 13   | Dinamarca       | 29.250  | 1       |       |
| 14   | Escócia         | 27.875  | 1       |       |
| 15   | República Checa | 27.300  | 1       |       |
| 16   | Chipre          | 26.750  | 0       |       |
| 17   | Suíça           | 26.400  | 0       |       |
| 18   | Grécia          | 26.300  | 0       |       |
| 19   | Sérvia          | 25.500  | 0       |       |

| Pos. | Associações   | Coef.  | Equipes | Notas |
| ---- | ------------- | ------ | ------- | ----- |
| 20   | Croácia       | 24.875 | 0       |       |
| 21   | Suécia        | 22.750 | 0       |       |
| 22   | Noruega       | 21.750 | 0       |       |
| 23   | Israel        | 19.625 | 0       |       |
| 24   | Cazaquistão   | 19.250 | 0       |       |
| 25   | Bielorrússia  | 18.875 | 0       |       |
| 26   | Azerbaijão    | 18.750 | 0       |       |
| 27   | Bulgária      | 17.375 | 0       |       |
| 28   | Romênia       | 16.700 | 0       |       |
| 29   | Polônia       | 16.625 | 0       |       |
| 30   | Eslováquia    | 15.875 | 0       |       |
| 31   | Liechtenstein | 13.500 | 0       |       |
| 32   | Eslovênia     | 13.000 | 0       |       |
| 33   | Hungria       | 12.875 | 0       |       |
| 34   | Luxemburgo    | 8.000  | 0       |       |
| 35   | Lituânia      | 7.875  | 0       |       |
| 36   | Armênia       | 7.625  | 0       |       |
| 37   | Letônia       | 7.625  | 0       |       |

| Pos. | Associações          | Coef. | Equipes | Notas |
| ---- | -------------------- | ----- | ------- | ----- |
| 38   | Albânia              | 7.375 | 0       |       |
| 39   | Macedônia do Norte   | 7.375 | 0       |       |
| 40   | Bósnia e Herzegovina | 6.875 | 0       |       |
| 41   | Moldávia             | 6.750 | 0       |       |
| 42   | Irlanda              | 6.700 | 0       |       |
| 43   | Finlândia            | 6.500 | 0       |       |
| 44   | Geórgia              | 5.750 | 0       |       |
| 45   | Malta                | 5.750 | 0       |       |
| 46   | Islândia             | 5.375 | 0       |       |
| 47   | País de Gales        | 5.000 | 0       |       |
| 48   | Irlanda do Norte     | 4.875 | 0       |       |
| 49   | Gibraltar            | 4.750 | 0       |       |
| 50   | Montenegro           | 4.375 | 0       |       |
| 51   | Estônia              | 4.375 | 0       |       |
| 52   | Kosovo               | 4.000 | 0       |       |
| 53   | Ilhas Faroe          | 3.750 | 0       |       |
| 54   | Andorra              | 2.831 | 0       |       |
| 55   | San Marino           | 0.666 | 0       |       |

### Distribuição
A seguir está a lista de acesso padrão.
Na lista de acesso predefinida, os detentores do título da UEFA Europa Conference League qualificam-se para a fase de grupos. No entanto, como esta regra não é usada para esta temporada, foram efectuadas as seguintes alterações na lista de acesso:
- O vencedor da copa da associação 7 (Rússia) entra na fase de grupos em vez da fase de play-off.
- O vencedor da copa da associação 13 (Dinamarca) entra na fase de play-off em vez da terceira pré-eliminatória.
- O vencedor da copa da associação 16 (Chipre) entra na terceira pré-eliminatória em vez da segunda pré-eliminatória da Liga Conferência da Europa.

|                                        |                                       | Equipes entrando nesta rodada | Equipes avançando da rodada anterior                                                                                             | Equipes transferidos da Liga dos Campeões |
| -------------------------------------- | ------------------------------------- | --- | --- | --- |
| Terceira pré-eliminatória (16 equipes) | Caminho dos Campeões (10 equipes)     | | | - 10 equipes eliminadas da segunda pré-eliminatória da Liga dos Campeões (Caminho dos Campeões) |
| Terceira pré-eliminatória (16 equipes) | Caminho da Liga (6 equipes)           | - 3 vencedor da copa nacional das associações de 14 a 16                                                                                              | | - 3 equipes eliminadas da segunda pré-eliminatória da Liga dos Campeões (Caminho da Liga) |
| Rodada Play-off (20 equipes)           | Rodada Play-off (20 equipes)          | - 6 vencedores da copa nacional das associações de 8 a 13                                                                                             | - 5 vencedores da terceira pré-eliminatória (Caminho dos Campeões) - 3 vencedores da terceira pré-eliminatória (Caminho da Liga) | - 6 equipes eliminadas da terceira pré-eliminatória da Liga dos Campeões (Caminho dos Campeões) |
| Fase de grupos (32 equipes)            | Fase de grupos (32 equipes)           | - 7 vencedores da copa nacional das associações de 1 a 7 - 1 quarto classificados das associação 5 - 4 quintos classificados das associações de 1 a 4 | - 10 vencedores da rodada de Play-off                                                                                            | - 4 equipes eliminadas da rodada de Play-off da Liga dos Campeões (Caminho dos Campeões) - 2 equipes eliminadas da rodada de Play-off da Liga dos Campeões (Caminho da Liga) - 4 equipes eliminadas da terceira pré-eliminatória da Liga dos Campeões (Caminho da Liga) |
| Play-off para Fase Final (16 equipes)  | Play-off para Fase Final (16 equipes) | | - 8 segundos classificados da fase de grupos                                                                                     | - 8 equipes que terminaram em 3º lugar da fase de grupos da Liga dos Campeões |
| Fase Final (16 equipes)                | Fase Final (16 equipes)               | | - 8 vencedores da fase de grupos - 8 vencedores do Play-off                                                                      | |

#### Regras de redistribuição
Uma vaga na Liga Europa é desocupada quando uma equipe se qualifica para a Liga dos Campeões e a Liga Europa, ou se qualifica para a Liga Europa por mais de um método. Quando um lugar é desocupado, ele é redistribuído dentro da associação nacional pelas seguintes regras:
- Quando os vencedores das copas nacionais (considerados como os classificados com "melhor classificação" na federação nacional com a última ronda inicial) também se qualificam para a Liga dos Campeões, o seu lugar na Liga Europa fica vago. Como resultado, a equipa com melhor classificação na liga que ainda não se classificou para as competições europeias qualifica-se para a Liga Europa, com as eliminatórias da Liga Europa que terminarem acima deles na liga subiram uma "posição".
- Quando os vencedores da copa nacional também se classificam para a Liga Europa por meio da posição na liga, seu lugar na liga é vago. Como resultado, a equipe mais bem colocada na liga que ainda não se classificou para as competições europeias se classifica para a Liga Europa, com as eliminatórias da Liga Europa que terminam acima deles na liga subindo um "lugar" se possível.
- Para as federações em que uma vaga na Liga Europa é reservada para a Copa da Liga ou para os vencedores dos play-offs das competições europeias de fim de temporada, elas sempre se classificam para a Liga Europa como as classificatórias de "pior colocação". Se os vencedores da Taça da Liga já se classificaram para as competições europeias através de outros métodos, este lugar reservado na Liga Europa é ocupado pela equipa mais bem colocada da liga que ainda não se classificou para as competições europeias.

### Equipes
Os rótulos entre parênteses mostram como cada equipe se classificou para o local de sua rodada inicial:
- CW: Vencedores da Copa
- 4, 5, etc.: Posições da liga da temporada anterior
- UCL: Transferido da Liga dos Campeões
  - GS: Terceiros colocados da fase de grupos
  - CH/LP PO: Derrotados da fase de play-off (Caminho dos Campeões/da Liga)
  - CH/LP Q3: Derrotados da terceira pré-eliminatória (Caminho dos Campeões/da Liga)
  - CH/LP Q2: Derrotados da segunda pré-eliminatória (Caminho dos Campeões/da Liga)

A terceira pré-eliminatória está dividida em Caminho dos Campeões (CH) e Caminho da Liga (MP).
| Entrada na rodada         | Entrada na rodada | Equipes                      | Equipes                      | Equipes                        | Equipes                       |
| ------------------------- | ----------------- | ---------------------------- | ---------------------------- | ------------------------------ | ----------------------------- |
| Fase final                | Fase final        | Leipzig (UCL GS)             | Porto (UCL GS)               | Borussia Dortmund (UCL GS)     | Sheriff Tiraspol (UCL GS)     |
| Fase final                | Fase final        | Barcelona (UCL GS)           | Atalanta (UCL GS)            | Sevilla (UCL GS)               | Zenit (UCL GS)                |
|                           |                   |                              |                              |                                |                               |
| Fase de Grupos            | Fase de Grupos    | Real Sociedad (5º)           | Betis (6º)                   | Leicester City (CW)            | West Ham (6º)                 |
| Fase de Grupos            | Fase de Grupos    | Eintracht Frankfurt (5º)     | Bayer Leverkusen (6º)        | Napoli (5º)                    | Lazio (6º)                    |
| Fase de Grupos            | Fase de Grupos    | Lyon (4º)                    | Olympique de Marseille (5º)  | Braga (CW)                     | Lokomotiv Moscou (CW)         |
| Fase de Grupos            | Fase de Grupos    | Brøndby (UCL CH PO)          | Dinamo Zagreb (UCL CH PO)    | Ludogorets Razgrad (UCL CH PO) | Ferencváros (UCL CH PO)       |
| Fase de Grupos            | Fase de Grupos    | Mónaco (UCL LP PO)           | PSV Eindhoven (UCL LP PO)    | Spartak Moscou (UCL LP Q3)     | Genk (UCL LP Q3)              |
| Fase de Grupos            | Fase de Grupos    | Midtjylland (UCL LP Q3)      | Sparta Praga (UCL LP Q3)     |                                |                               |
|                           |                   |                              |                              |                                |                               |
| Play-off                  | Play-off          | Antwerp (3º)                 | Zorya Luhansk (3º)           | AZ Alkmaar (3º)                | Fenerbahçe (3º)               |
| Play-off                  | Play-off          | Sturm Graz (3º)              | Randers (CW)                 | Glasgow Rangers (UCL CH Q3)    | Slavia Praga (UCL CH Q3)      |
| Play-off                  | Play-off          | Olympiacos (UCL CH Q3)       | Estrela Vermelha (UCL CH Q3) | Cluj (UCL CH Q3)               | Legia Varsóvia (UCL CH Q3)    |
| Play-off                  | Play-off          |                              |                              |                                |                               |
|                           |                   |                              |                              |                                |                               |
| Terceira pré-eliminatória | CH                | Omonia (UCL CH Q2)           | Kairat (UCL CH Q2)           | Neftçi Baku (UCL CH Q2)        | Slovan Bratislava (UCL CH Q2) |
| Terceira pré-eliminatória | CH                | Mura (UCL CH Q2)             | Žalgiris Vilnius (UCL CH Q2) | Alashkert (UCL CH Q2)          | HJK (UCL CH Q2)               |
| Terceira pré-eliminatória | CH                | Lincoln Red Imps (UCL CH Q2) | Flora (UCL CH Q2)            |                                |                               |
| Terceira pré-eliminatória | MP                | St. Johnstone (CW)           | Jablonec (3º)                | Anorthosis Famagusta (CW)      | Galatasaray (UCL LP Q2)       |
| Terceira pré-eliminatória | MP                | Rapid Viena (UCL LP Q2)      | Celtic (UCL LP Q2)           |                                |                               |

## Calendário
Os jogos serão disputados nas quintas-feiras (excluindo a final que irá ser disputada en uma quarta-feira), embora excepcionalmente possam ocorrer às terças ou quartas-feiras devido a conflitos de agenda. Os horários de início programados são 17h45 (em vez de 17h55) e  20h UTC+1/UTC+0, podendo ocorrer excepcionalmente às 15h30 por razões geográficas.
Todos os sorteios serão realizados na sede da UEFA em Nyon, Suíça, exceto o sorteio da fase de grupos, em local a ser confirmado.
| Fase                      | Rodada              | Data do sorteio         | Partida de ida                                       | Partida de volta                                     |
| ------------------------- | ------------------- | ----------------------- | ---------------------------------------------------- | ---------------------------------------------------- |
| Qualificação              |                     |                         |                                                      |                                                      |
| Terceira pré-eliminatória | 19 de julho de 2021 | 5 de agosto de 2021     | 12 de agosto 2021                                    |                                                      |
| Play-offs                 | 2 de agosto de 2021 | 19 de agosto de 2021    | 26 de agosto de 2021                                 |                                                      |
| Fase de grupos            | Primeira rodada     | 27 de agosto de 2021    | 16 de setembro de 2021                               | 16 de setembro de 2021                               |
| Fase de grupos            | Segunda rodada      | 27 de agosto de 2021    | 30 de setembro de 2021                               | 30 de setembro de 2021                               |
| Fase de grupos            | Terceira rodada     | 27 de agosto de 2021    | 21 de outubro de 2021                                | 21 de outubro de 2021                                |
| Fase de grupos            | Quarta rodada       | 27 de agosto de 2021    | 4 de novembro de 2021                                | 4 de novembro de 2021                                |
| Fase de grupos            | Quinta rodada       | 27 de agosto de 2021    | 25 de novembro de 2021                               | 25 de novembro de 2021                               |
| Fase de grupos            | Sexta rodada        | 27 de agosto de 2021    | 9 de dezembro de 2021                                | 9 de dezembro de 2021                                |
| Fase final                | 16 avos de final    | 13 de dezembro de 2021  | 17 de fevereiro de 2022                              | 24 de fevereiro de 2022                              |
| Fase final                | Oitavas de final    | 25 de fevereiro de 2022 | 10 de março de 2022                                  | 17 de março de 2022                                  |
| Fase final                | Quartas de final    | 18 de março de 2022     | 7 de abril de 2022                                   | 14 de abril de 2022                                  |
| Fase final                | Semi-final          | 18 de março de 2022     | 28 de abril de 2022                                  | 5 de maio de 2022                                    |
| Fase final                | Final               | 18 de março de 2022     | 18 de maio de 2022 no Ramón Sánchez Pizjuán, Sevilha | 18 de maio de 2022 no Ramón Sánchez Pizjuán, Sevilha |

## Fase de qualificação

### Terceira pré-eliminatória
Participam um total de 16 equipas na terceira pré-eliminatória (que com a introdução da Liga Conferência Europa da UEFA, é na realidade a primeira eliminatória nesta edição da Liga Europa)
.
- Caminho dos Campeões (10 equipas): 10 eliminadas na segunda pré-eliminatória da Liga dos Campeões da UEFA de 2021–22.
- Caminho da Liga (6 equipes): 3 equipas que entraram nesta fase e 3 eliminadas na segunda pré-eliminatória da Liga dos Campeões da UEFA de 2021–22.

O sorteio dessa fase foi realizado no dia 19 de julho de 2021. As partidas serão disputadas disputadas a 5 e 12 de agosto de 2021.
Caminho dos Campeões
| Equipe 1         | Total     | Equipe 2          | 1.º jogo | 2.º jogo |
| ---------------- | --------- | ----------------- | -------- | -------- |
| Omonia           | 4–3       | Flora             | 1–0      | 2–2      |
| Mura             | 1–0       | Žalgiris Vilnius  | 0–0      | 1–0      |
| Kairat           | 2–3 (pro) | Alashkert         | 0–0      | 2–3      |
| Lincoln Red Imps | 2–4       | Slovan Bratislava | 1–3      | 1–1      |
| Neftçi Baku      | 2–5       | HJK               | 2–2      | 0–3      |

Caminho da Liga
| Equipe 1    | Total | Equipe 2             | 1.º jogo | 2.º jogo |
| ----------- | ----- | -------------------- | -------- | -------- |
| Jablonec    | 2–7   | Celtic               | 2–4      | 0–3      |
| Rapid Viena | 4–2   | Anorthosis Famagusta | 3–0      | 1–2      |
| Galatasaray | 5–3   | St Johnstone         | 1–1      | 4–2      |

### Play-off
O sorteio para esta fase foi realizado em 2 de agosto de 2021. A primeira mão será disputada a 19 de agosto e a segunda mão a 26 de agosto de 2021.
As equipas foram dividas em 4 prioridades diferentes:
- Prioridade 1: as 6 equipas apuradas diretamente para esta fase
- Prioridade 2: as 6 equipas eliminadas na terceira pré-eliminatória da Liga dos Campeões da UEFA de 2021–22 - Caminho dos Campeões
- Prioridade 3: as 5 equipas vencedoras da terceira pré-eliminatória da Liga Europa - Caminho dos Campeões
- Prioridade 4: as 3 equipas vencedoras da terceira pré-eliminatória da Liga Europa - Caminho da Liga

O sorteio foi feito de acordo com as seguintes regras:
- 1) Equipas prioridade 1 são sorteadas contra equipas prioridade 4.
- 2) As restantes equipas prioridade 1 são sorteadas contra equipas prioridade 3.
- 3) As restantes equipas prioridade 3 são sorteadas contra equipas prioridade 2.
- 4) As restantes equipas prioridade 2 são sorteadas entre si.

| Equipe 1         | Total       | Equipe 2          | 1.º jogo | 2.º jogo |
| ---------------- | ----------- | ----------------- | -------- | -------- |
| Randers          | 2–3         | Galatasaray       | 1–1      | 1–2      |
| Rapid Viena      | 6–2         | Zorya Luhansk     | 3–0      | 3–2      |
| Celtic           | 3–2         | AZ Alkmaar        | 2–0      | 1–2      |
| Fenerbahçe       | 6–2         | HJK               | 1–0      | 5–2      |
| Mura             | 1–5         | Sturm Graz        | 1–3      | 0–2      |
| Omonia           | 4–4 (2–3 p) | Antwerp           | 4–2      | 0–2      |
| Olympiacos       | 5–2         | Slovan Bratislava | 3–0      | 2–2      |
| Rangers          | 1–0         | Alashkert         | 1–0      | 0–0      |
| Slavia Praha     | 3–4         | Légia Varsóvia    | 2–2      | 1–2      |
| Estrela Vermelha | 6–1         | Cluj              | 4–0      | 2–1      |

## Fase de grupos
Celtic

 Rangers

Equipas de Istambul

 Fenerbahçe

 Galatasaray

Equipas de Moscovo

 Lokomotiv

Na fase de grupos jogam 32 equipes: 12 equipes que entram nesta fase, os 10 vencedores do play-off, os 6 perdedores do play-off da Liga dos Campeões da UEFA de 2021–22 e os 4 perdedores do caminho da Liga da terceira pré-eliminatória da UEFA Champions League de 2021-22.
As 32 equipes serão divididas em oito grupos de quatro, com a restrição de que equipes da mesma associação não possam se enfrentar. 
Em cada grupo, as equipes jogam umas contra as outras em casa e fora. Os vencedores dos grupos avançam para as oitavas de final, os segundos classificados avançam para os play-off da fase eliminatória, onde se juntam aos oito terceiros classificados da fase de grupos da Liga dos Campeões da UEFA de 2021–22 e o terceiro do grupo avança para a Fase preliminar da fase eliminatória da Liga Conferência Europa da UEFA de 2021–22.

### Potes
O sorteio da fase de grupos será realizado no dia 27 de agosto de 2021, em Nyon, na Suiça.
| Pote 1           | Coef.  |
| ---------------- | ------ |
| Lyon             | 76.000 |
| Napoli           | 74.000 |
| Bayer Leverkusen | 57.000 |
| Dínamo Zagreb    | 44.500 |
| Lazio            | 44.000 |
| Olympiacos       | 43.000 |
| Monaco           | 36.000 |
| Braga            | 35.000 |

| Pote 2              | Coef.  |
| ------------------- | ------ |
| Celtic              | 34.000 |
| Eintracht Frankfurt | 33.000 |
| Estrela Vermelha    | 32.500 |
| Leicester           | 32.000 |
| Rangers             | 31.250 |
| Lokomotiv Moscou    | 31.000 |
| Genk                | 30.000 |
| PSV Eindhoven       | 29.000 |

| Pote 3                 | Coef.   |
| ---------------------- | ------- |
| Ludogorets             | 28.000  |
| Olympique de Marseille | 28.000  |
| West Ham               | 20.133  |
| Betis                  | 19.571  |
| Real Sociedad          | 19.571' |
| Fenerbahçe             | 19.500  |
| Spartak Moscou         | 18.500  |
| Sparta Praga           | 17.500  |

| Pote 4         | Coef.  |
| -------------- | ------ |
| Galatasaray    | 17.000 |
| Rapid Viena    | 17.000 |
| Légia Varsóvia | 16.500 |
| Ferencváros    | 13.500 |
| Midtjylland    | 13.500 |
| Antwerp        | 10.500 |
| Sturm Graz     | 7.165  |
| Brøndby        | 7.000  |

### Grupos
Os vencedores dos grupos avançam para as oitavas de final, os segundos classificados avançam para os play-off da fase eliminatória, o terceiro do grupo avança para a Fase preliminar da fase eliminatória da Liga Conferência Europa da UEFA de 2021–22.

#### Grupo A
| Pos | Equipe       | Pts | J | V | E | D | GP | GC | SG  | Classificado                     |  | LYO | RAN | SPP | BRO |
| --- | ------------ | --- | - | - | - | - | -- | -- | --- | -------------------------------- |  | --- | --- | --- | --- |
| 1   | Lyon         | 16  | 6 | 5 | 1 | 0 | 16 | 5  | +11 | Classificado às oitavas de final |  | —   | 1–1 | 3–0 | 3–0 |
| 2   | Rangers      | 8   | 6 | 2 | 2 | 2 | 6  | 5  | +1  | Classificado aos Play-offs       |  | 0–2 | —   | 2–0 | 2–0 |
| 3   | Sparta Praga | 7   | 6 | 2 | 1 | 3 | 6  | 9  | −3  | Transferido à Liga Conferência   |  | 3–4 | 1–0 | —   | 2–0 |
| 4   | Brøndby      | 2   | 6 | 0 | 2 | 4 | 2  | 11 | −9  | Eliminado                        |  | 1–3 | 1–1 | 0–0 | —   |

#### Grupo B
| Pos | Equipe        | Pts | J | V | E | D | GP | GC | SG | Classificado                     |  | MON | RSO | PSV | STU |
| --- | ------------- | --- | - | - | - | - | -- | -- | -- | -------------------------------- |  | --- | --- | --- | --- |
| 1   | Monaco        | 12  | 6 | 3 | 3 | 0 | 7  | 4  | +3 | Classificado às oitavas de final |  | —   | 2–1 | 0–0 | 1–0 |
| 2   | Real Sociedad | 9   | 6 | 2 | 3 | 1 | 9  | 6  | +3 | Classificado aos Play-offs       |  | 1–1 | —   | 3–0 | 1–1 |
| 3   | PSV Eindhoven | 8   | 6 | 2 | 2 | 2 | 9  | 8  | +1 | Transferido à Liga Conferência   |  | 1–2 | 2–2 | —   | 2–0 |
| 4   | Sturm Graz    | 2   | 6 | 0 | 2 | 4 | 3  | 10 | −7 | Eliminado                        |  | 1–1 | 0–1 | 1–4 | —   |

#### Grupo C
| Pos | Equipe         | Pts | J | V | E | D | GP | GC | SG | Classificado                     |  | SPM | NAP | LEI | LEG |
| --- | -------------- | --- | - | - | - | - | -- | -- | -- | -------------------------------- |  | --- | --- | --- | --- |
| 1   | Spartak Moscou | 10  | 6 | 3 | 1 | 2 | 10 | 9  | +1 | Classificado às oitavas de final |  | —   | 2–1 | 3–4 | 0–1 |
| 2   | Napoli         | 10  | 6 | 3 | 1 | 2 | 15 | 10 | +5 | Classificado aos Play-offs       |  | 2–3 | —   | 3–2 | 3–0 |
| 3   | Leicester      | 8   | 6 | 2 | 2 | 2 | 12 | 11 | +1 | Transferido à Liga Conferência   |  | 1–1 | 2–2 | —   | 3–1 |
| 4   | Légia Varsóvia | 6   | 6 | 2 | 0 | 4 | 4  | 11 | −7 | Eliminado                        |  | 0–1 | 1–4 | 1–0 | —   |

1. 1 2  Pontos de confronto direto: Spartak Moscou 6, Napoli 0.

#### Grupo D
| Pos | Equipe              | Pts | J | V | E | D | GP | GC | SG | Classificado                     |  | FRA | OLY | FEN | ANT |
| --- | ------------------- | --- | - | - | - | - | -- | -- | -- | -------------------------------- |  | --- | --- | --- | --- |
| 1   | Eintracht Frankfurt | 12  | 6 | 3 | 3 | 0 | 10 | 6  | +4 | Classificado às oitavas de final |  | —   | 3–1 | 1–1 | 2–2 |
| 2   | Olympiacos          | 9   | 6 | 3 | 0 | 3 | 8  | 7  | +1 | Classificado aos Play-offs       |  | 1–2 | —   | 1–0 | 2–1 |
| 3   | Fenerbahçe          | 6   | 6 | 1 | 3 | 2 | 7  | 8  | −1 | Transferido à Liga Conferência   |  | 1–1 | 0–3 | —   | 2–2 |
| 4   | Antwerp             | 5   | 6 | 1 | 2 | 3 | 6  | 10 | −4 | Eliminado                        |  | 0–1 | 1–0 | 0–3 | —   |

#### Grupo E
| Pos | Equipe                 | Pts | J | V | E | D | GP | GC | SG | Classificado                     |  | GAL | LAZ | MAR | LOK |
| --- | ---------------------- | --- | - | - | - | - | -- | -- | -- | -------------------------------- |  | --- | --- | --- | --- |
| 1   | Galatasaray            | 12  | 6 | 3 | 3 | 0 | 7  | 3  | +4 | Classificado às oitavas de final |  | —   | 1–0 | 4–2 | 1–1 |
| 2   | Lazio                  | 9   | 6 | 2 | 3 | 1 | 7  | 3  | +4 | Classificado aos Play-offs       |  | 0–0 | —   | 0–0 | 2–0 |
| 3   | Olympique de Marseille | 7   | 6 | 1 | 4 | 1 | 6  | 7  | −1 | Transferido à Liga Conferência   |  | 0–0 | 2–2 | —   | 1–0 |
| 4   | Lokomotiv Moscou       | 2   | 6 | 0 | 2 | 4 | 2  | 9  | −7 | Eliminado                        |  | 0–1 | 0–3 | 1–1 | —   |

#### Grupo F
| Pos | Equipe           | Pts | J | V | E | D | GP | GC | SG | Classificado                     |  | RSB | BRA | MID | LUD |
| --- | ---------------- | --- | - | - | - | - | -- | -- | -- | -------------------------------- |  | --- | --- | --- | --- |
| 1   | Estrela Vermelha | 11  | 6 | 3 | 2 | 1 | 6  | 4  | +2 | Classificado às oitavas de final |  | —   | 2–1 | 0–1 | 1–0 |
| 2   | Braga            | 10  | 6 | 3 | 1 | 2 | 12 | 9  | +3 | Classificado aos Play-offs       |  | 1–1 | —   | 3–1 | 4–2 |
| 3   | Midtjylland      | 9   | 6 | 2 | 3 | 1 | 7  | 7  | 0  | Transferido à Liga Conferência   |  | 1–1 | 3–2 | —   | 1–1 |
| 4   | Ludogorets       | 2   | 6 | 0 | 2 | 4 | 3  | 8  | −5 | Eliminado                        |  | 0–1 | 0–1 | 0–0 | —   |

#### Grupo G
| Pos | Equipe           | Pts | J | V | E | D | GP | GC | SG | Classificado                     |  | LEV | BET | CEL | FER |
| --- | ---------------- | --- | - | - | - | - | -- | -- | -- | -------------------------------- |  | --- | --- | --- | --- |
| 1   | Bayer Leverkusen | 13  | 6 | 4 | 1 | 1 | 14 | 5  | +9 | Classificado às oitavas de final |  | —   | 4–0 | 3–2 | 2–1 |
| 2   | Betis            | 10  | 6 | 3 | 1 | 2 | 12 | 12 | 0  | Classificado aos Play-offs       |  | 1–1 | —   | 4–3 | 2–0 |
| 3   | Celtic           | 9   | 6 | 3 | 0 | 3 | 13 | 15 | −2 | Transferido à Liga Conferência   |  | 0–4 | 3–2 | —   | 2–0 |
| 4   | Ferencváros      | 3   | 6 | 1 | 0 | 5 | 5  | 12 | −7 | Eliminado                        |  | 1–0 | 1–3 | 2–3 | —   |

#### Grupo H
| Pos | Equipe        | Pts | J | V | E | D | GP | GC | SG | Classificado                     |  | WHU | DZA | RWI | GNK |
| --- | ------------- | --- | - | - | - | - | -- | -- | -- | -------------------------------- |  | --- | --- | --- | --- |
| 1   | West Ham      | 13  | 6 | 4 | 1 | 1 | 11 | 3  | +8 | Classificado às oitavas de final |  | —   | 0–1 | 2–0 | 3–0 |
| 2   | Dínamo Zagreb | 10  | 6 | 3 | 1 | 2 | 9  | 6  | +3 | Classificado aos Play-offs       |  | 0–2 | —   | 3–1 | 1–1 |
| 3   | Rapid Viena   | 6   | 6 | 2 | 0 | 4 | 4  | 9  | −5 | Transferido à Liga Conferência   |  | 0–2 | 2–1 | —   | 0–1 |
| 4   | Genk          | 5   | 6 | 1 | 2 | 3 | 4  | 10 | −6 | Eliminado                        |  | 2–2 | 0–3 | 0–1 | —   |

## Fase final
Nas fases finais, as equipes classificadas jogam em partidas eliminatórias de ida e volta, exceto no jogo final.

### Fase de grupos da Liga Europa
| Grupo | Líderes de grupo    |
| ----- | ------------------- |
| A     | Lyon                |
| B     | Monaco              |
| C     | Spartak Moscou      |
| D     | Eintracht Frankfurt |
| E     | Galatasaray         |
| F     | Estrela Vermelha    |
| G     | Bayer Leverkusen    |
| H     | West Ham            |

### Play-off para a fase a eliminar
| Equipe 1          | Total       | Equipe 2      | 1.º jogo | 2.º jogo |
| ----------------- | ----------- | ------------- | -------- | -------- |
| Sevilla           | 3–2         | Dínamo Zagreb | 3–1      | 0–1      |
| Atalanta          | 5–1         | Olympiacos    | 2–1      | 3–0      |
| RB Leipzig        | 5–3         | Real Sociedad | 2–2      | 3–1      |
| Barcelona         | 5–3         | Napoli        | 1–1      | 4−2      |
| Zenit             | 2–3         | Betis         | 2–3      | 0−0      |
| Borussia Dortmund | 4–6         | Rangers       | 2–4      | 2−2      |
| Sheriff Tiraspol  | 2–2 (2−3 p) | Braga         | 2–0      | 0−2      |
| Porto             | 4–3         | Lazio         | 2–1      | 2–2      |

### Esquema
|  | Oitavas de final    | Oitavas de final    | Oitavas de final | Oitavas de final |   |                     | Quartas de final | Quartas de final | Quartas de final | Quartas de final |  |            | Semifinais              | Semifinais              | Semifinais              | Semifinais              |                           |       | Final      | Final      |
|  | 9 a 17 de março     | 9 a 17 de março     | 9 a 17 de março  | 9 a 17 de março  |   |                     | 7 a 14 de abril  | 7 a 14 de abril  | 7 a 14 de abril  | 7 a 14 de abril  |  |            | 28 de abril a 5 de maio | 28 de abril a 5 de maio | 28 de abril a 5 de maio | 28 de abril a 5 de maio |                           |       | 18 de maio | 18 de maio |
|  |                     |                     |                  |                  |   |                     |                  |                  |                  |                  |  |            |                         |                         |                         |                         |                           |       |            |            |
|  | Sevilla             | 1                   | 0                | 1                |   |                     |                  |                  |                  |                  |  |            |                         |                         |                         |                         |                           |       |            |            |
|  | West Ham            | 0                   | 2                | 2                |   |                     |                  |                  |                  |                  |  |            |                         |                         |                         |                         |                           |       |            |            |
|  | West Ham            | 0                   | 2                | 2                |   | West Ham            | 1                | 3                | 4                |                  |  |            |                         |                         |                         |                         |                           |       |            |            |
|  |                     |                     |                  |                  |   | West Ham            | 1                | 3                | 4                |                  |  |            |                         |                         |                         |                         |                           |       |            |            |
|  |                     | Lyon                | 1                | 0                | 1 |                     |                  |                  |                  |                  |  |            |                         |                         |                         |                         |                           |       |            |            |
|  | Porto               | Lyon                | 1                | 0                | 1 | 0                   | 1                | 1                |                  |                  |  |            |                         |                         |                         |                         |                           |       |            |            |
|  | Porto               |                     |                  |                  |   | 0                   | 1                | 1                |                  |                  |  |            |                         |                         |                         |                         |                           |       |            |            |
|  | Lyon                | 1                   | 1                | 2                |   |                     |                  |                  |                  |                  |  |            |                         |                         |                         |                         |                           |       |            |            |
|  | Lyon                | 1                   | 1                | 2                |   |                     |                  |                  |                  |                  |  | West Ham   | 1                       | 0                       | 1                       |                         |                           |       |            |            |
|  |                     |                     |                  |                  |   |                     |                  |                  |                  |                  |  | West Ham   | 1                       | 0                       | 1                       |                         |                           |       |            |            |
|  |                     | Eintracht Frankfurt | 2                | 1                | 3 |                     |                  |                  |                  |                  |  |            |                         |                         |                         |                         |                           |       |            |            |
|  | Betis               | Eintracht Frankfurt | 2                | 1                | 3 | 1                   | 1                | 2                |                  |                  |  |            |                         |                         |                         |                         |                           |       |            |            |
|  | Betis               |                     |                  |                  |   | 1                   | 1                | 2                |                  |                  |  |            |                         |                         |                         |                         |                           |       |            |            |
|  | Eintracht Frankfurt | 2                   | 1                | 3                |   |                     |                  |                  |                  |                  |  |            |                         |                         |                         |                         |                           |       |            |            |
|  | Eintracht Frankfurt | 2                   | 1                | 3                |   | Eintracht Frankfurt | 1                | 3                | 4                |                  |  |            |                         |                         |                         |                         |                           |       |            |            |
|  |                     |                     |                  |                  |   | Eintracht Frankfurt | 1                | 3                | 4                |                  |  |            |                         |                         |                         |                         |                           |       |            |            |
|  |                     | Barcelona           | 1                | 2                | 3 |                     |                  |                  |                  |                  |  |            |                         |                         |                         |                         |                           |       |            |            |
|  | Barcelona           | Barcelona           | 1                | 2                | 3 | 0                   | 2                | 2                |                  |                  |  |            |                         |                         |                         |                         |                           |       |            |            |
|  | Barcelona           |                     |                  |                  |   | 0                   | 2                | 2                |                  |                  |  |            |                         |                         |                         |                         |                           |       |            |            |
|  | Galatasaray         | 0                   | 1                | 1                |   |                     |                  |                  |                  |                  |  |            |                         |                         |                         |                         |                           |       |            |            |
|  | Galatasaray         | 0                   | 1                | 1                |   |                     |                  |                  |                  |                  |  |            |                         |                         |                         |                         | Eintracht Frankfurt (pen) | 1 (5) |            |            |
|  |                     |                     |                  |                  |   |                     |                  |                  |                  |                  |  |            |                         |                         |                         |                         |                           | 1 (5) |            |            |
|  |                     | Rangers             | 1 (4)            |                  |   |                     |                  |                  |                  |                  |  |            |                         |                         |                         |                         |                           |       |            |            |
|  | RB Leipzig          | Rangers             | 1 (4)            | –                | – | –                   |                  |                  |                  |                  |  |            |                         |                         |                         |                         |                           |       |            |            |
|  | RB Leipzig          |                     |                  | –                | – | –                   |                  |                  |                  |                  |  |            |                         |                         |                         |                         |                           |       |            |            |
|  | Spartak Moscou      | –                   | –                | –                |   |                     |                  |                  |                  |                  |  |            |                         |                         |                         |                         |                           |       |            |            |
|  | Spartak Moscou      | –                   | –                | –                |   | RB Leipzig          | 1                | 2                | 3                |                  |  |            |                         |                         |                         |                         |                           |       |            |            |
|  |                     |                     |                  |                  |   | RB Leipzig          | 1                | 2                | 3                |                  |  |            |                         |                         |                         |                         |                           |       |            |            |
|  |                     | Atalanta            | 1                | 0                | 1 |                     |                  |                  |                  |                  |  |            |                         |                         |                         |                         |                           |       |            |            |
|  | Atalanta            | Atalanta            | 1                | 0                | 1 | 3                   | 1                | 4                |                  |                  |  |            |                         |                         |                         |                         |                           |       |            |            |
|  | Atalanta            |                     |                  |                  |   | 3                   | 1                | 4                |                  |                  |  |            |                         |                         |                         |                         |                           |       |            |            |
|  | Bayer Leverkusen    | 2                   | 0                | 2                |   |                     |                  |                  |                  |                  |  |            |                         |                         |                         |                         |                           |       |            |            |
|  | Bayer Leverkusen    | 2                   | 0                | 2                |   |                     |                  |                  |                  |                  |  | RB Leipzig | 1                       | 1                       | 2                       |                         |                           |       |            |            |
|  |                     |                     |                  |                  |   |                     |                  |                  |                  |                  |  | RB Leipzig | 1                       | 1                       | 2                       |                         |                           |       |            |            |
|  |                     | Rangers             | 0                | 3                | 3 |                     |                  |                  |                  |                  |  |            |                         |                         |                         |                         |                           |       |            |            |
|  | Braga               | Rangers             | 0                | 3                | 3 | 2                   | 1                | 3                |                  |                  |  |            |                         |                         |                         |                         |                           |       |            |            |
|  | Braga               |                     |                  |                  |   | 2                   | 1                | 3                |                  |                  |  |            |                         |                         |                         |                         |                           |       |            |            |
|  | Monaco              | 0                   | 1                | 1                |   |                     |                  |                  |                  |                  |  |            |                         |                         |                         |                         |                           |       |            |            |
|  | Monaco              | 0                   | 1                | 1                |   | Braga               | 1                | 1                | 2                |                  |  |            |                         |                         |                         |                         |                           |       |            |            |
|  |                     |                     |                  |                  |   | Braga               | 1                | 1                | 2                |                  |  |            |                         |                         |                         |                         |                           |       |            |            |
|  |                     | Rangers             | 0                | 3                | 3 |                     |                  |                  |                  |                  |  |            |                         |                         |                         |                         |                           |       |            |            |
|  | Estrela Vermelha    | Rangers             | 0                | 3                | 3 | 0                   | 2                | 2                |                  |                  |  |            |                         |                         |                         |                         |                           |       |            |            |
|  | Estrela Vermelha    |                     |                  |                  |   | 0                   | 2                | 2                |                  |                  |  |            |                         |                         |                         |                         |                           |       |            |            |
|  | Rangers             | 3                   | 1                | 4                |   |                     |                  |                  |                  |                  |  |            |                         |                         |                         |                         |                           |       |            |            |

### Oitavas de final
| Equipe 1         | Total | Equipe 2            | 1.º jogo | 2.º jogo |
| ---------------- | ----- | ------------------- | -------- | -------- |
| Estrela Vermelha | 2–4   | Rangers             | 0−3      | 2–1      |
| Braga            | 3–1   | Monaco              | 2−0      | 1–1      |
| Porto            | 1–2   | Lyon                | 0−1      | 1−1      |
| Atalanta         | 4–2   | Bayer Leverkusen    | 3−2      | 1–0      |
| Sevilla          | 1–2   | West Ham            | 1−0      | 0−2      |
| Barcelona        | 2–1   | Galatasaray         | 0−0      | 2–1      |
| RB Leipzig       | –     | Spartak Moscou      | –        | –        |
| Betis            | 2–3   | Eintracht Frankfurt | 1−2      | 1−1      |

### Quartas de final
| Equipe 1            | Total | Equipe 2  | 1.º jogo | 2.º jogo |
| ------------------- | ----- | --------- | -------- | -------- |
| RB Leipzig          | 3–1   | Atalanta  | 1−1      | 2–0      |
| Eintracht Frankfurt | 4–3   | Barcelona | 1−1      | 3–2      |
| West Ham            | 4–1   | Lyon      | 1−1      | 3–0      |
| Braga               | 2–3   | Rangers   | 1−0      | 1–3      |

### Semifinais
| Equipe 1   | Total | Equipe 2            | 1.º jogo | 2.º jogo |
| ---------- | ----- | ------------------- | -------- | -------- |
| West Ham   | 1–3   | Eintracht Frankfurt | 1−2      | 0−1      |
| RB Leipzig | 2–3   | Rangers             | 1−0      | 1−3      |

### Final
| 18 de maio de 2022 | Eintracht Frankfurt | 1 – 1 | Rangers   | Ramón Sánchez Pizjuán, Sevilha, Espanha |
| 21:00 (UTC+2)      | Borré 69'           |       | Aribo 57' |                                         |

|                                  |     | Penalidades                          |  |
| Lenz Hrustic Kamada Kostić Borré | 5–4 | Tavernier Davis Arfield Ramsey Roofe |  |

## Estatísticas
Gols e assistências contabilizados a partir da fase de grupos, excluindo as fases de qualificação.
 Atualizado em 6 de maio de 2022